# Walram z Moers
Walram z Moers (ur. przed 1385, zm. 3 października 1456 w Arnhem) – biskup Münsteru od 1450, biskup-elekt Utrechtu w 1434.

## Życiorys
Walram był synem Fryderyka, hrabiego Moers i Saarwerden, oraz Walburgi z Saarwerden. Studiował w Heidelbergu i Bolonii. Piastował stanowiska skarbnika katedralnego, dziekana i prepozyta w Kolonii, jak również kanonika katedralnego w Trewirze. Korzystając ze wsparcia swego brata, arcybiskupa Kolonii Dytryka w 1423 ubiegał się o stanowisko biskupa Utrechtu, jednak nie udało się mu sięgnąć po to stanowisko. Podczas ponownego wyboru, w 1434, zwyciężył i uzyskał zatwierdzenie swego brata, a także ze strony soboru bazylejskiego i cesarza. Nie zdołał jednak pokonać swego konkurenta, Rudolfa z Diepholz, którego wspierał papież i książę Burgundii Filip III Dobry.
W 1450 zmarł brat Walrama, biskup Münsteru Henryk. Już przed swoją śmiercią zabiegał, aby zapewnić Walramowi następstwo w biskupstwie Münsteru. Jednak doszło do podwójnego wyboru - większość kapituły opowiedziała się za Walramem, natomiast mniejszość, posiadająca wsparcie miasta, opowiedziała się za Erykiem z Hoya. Rozpoczęła się wojna, w której początkowo przewagę zdobył konkurent Walrama, mimo że ten ostatni miał poparcie nie tylko swego brata arcybiskupa Dytryka, ale także papieża i cesarza. Po pewnym czasie Walram wsparty przez biskupa Utrechtu Rudolfa (w zamian za pomoc Walram zrzekł się roszczeń do Utrechtu) wyparł Eryka z Münsteru. Wojna jednak trwała nadal. W jej trakcie Walram zmarł.